# Molophilus (Molophilus) sericatus
Molophilus (Molophilus) sericatus is een tweevleugelige uit de familie steltmuggen (Limoniidae). De soort komt voor in het Palearctisch gebied.